# Nowyje Polany (Kraj Krasnodarski)
Nowyje Polany (ros. Новые Поляны) – wieś (ros. посёлок) w Rosji, w Kraju Krasnodarskim, w rejonie apszerońskim. Centrum administracyjne osiedla wiejskiego Nowopolanskoje.

## Geografia
Wieś znajduje się w południowej części Kraju Krasnodarskiego, blisko granicy z Adygeją.
Jest położona nad rzeką Pszechą.

## Demografia
W 2010 roku wieś zamieszkiwało 2315 osób.